# Universitas 21
Universitas 21 is een internationaal netwerk van onderzoeksintensieve universiteiten. Het netwerk werd opgericht in 1997 als een “internationaal referentiepunt en bron voor strategisch denken over zaken van globaal belang”. 
"Universitas 21" telt momenteel 21 universiteiten in 12 verschillende landen. In totaal zijn er 500.000 studenten en 40.000 academici en onderzoekers betrokken bij de universiteiten die lid zijn van dit netwerk. De universiteiten hebben tezamen meer dan 2 miljoen alumni. In november 2007 werd de Universiteit van Delhi lid, het eerste en enige lid uit Zuid-Azië.
De universiteiten werken op veel gebieden samen, onder andere middels uitwisselingsprogramma’s. 
In 2001 werkte "Universitas 21" samen met Thomson Learning voor het vormen van een online universiteit genaamd Universitas 21 Global (U21Global). Het hoofdkwartier van deze universiteit bevindt zich in Singapore.  

## Leden

### Oost-Azië
- Waseda-universiteit (Japan)
- Nationale Universiteit van Singapore (Singapore)
- Fudan Universiteit (Shanghai, Volksrepubliek China)
- Shanghai Jiao Tong Universiteit (Shanghai, Volksrepubliek China)
- Universiteit van Hongkong (Hongkong)
- Universiteit van Korea (Seoel, Zuid-Korea)

### Zuid-Azië
- Universiteit van Delhi (Delhi, India)

### Europa
- Universiteit van Lund (Lund, Skåne, Zweden)
- Nationale Universiteit van Ierland, Dublin (Dublin, Ierland)
- Universiteit van Birmingham (Birmingham, Engeland, Verenigd Koninkrijk)
- Universiteit van Edinburgh (Edinburgh, Schotland, Verenigd Koninkrijk)
- Universiteit van Glasgow (Glasgow, Schotland, Verenigd Koninkrijk)
- Universiteit van Nottingham (Nottingham, Engeland, Verenigd Koninkrijk)

### Noord-Amerika
- McGill-universiteit (Montréal, Québec, Canada)
- Instituut voor Technologie en Hogere Studies van Monterrey (Monterrey, Mexico)
- Universiteit van Brits-Columbia (Vancouver, Brits-Columbia, Canada)
- Universiteit van Virginia (Charlottesville, Virginia, United States)

### Oceanië
- Universiteit van Auckland (Auckland, Nieuw-Zeeland)
- Universiteit van Queensland (Brisbane, Queensland, Australië)
- Universiteit van Melbourne (Melbourne, Victoria, Australië)
- Universiteit van New South Wales (Sydney, New South Wales, Australië)